# 하시모토 도루
하시모토 도루(일본어: 橋下 徹, 1969년 6월 29일~ )는 일본의 변호사이자 정치인이다. 19대 오사카시의 시장이자 52대 오사카부지사였으며, 지역 정당 오사카 유신회의 대표이다. 2008년 오사카부지사에 당선되었으나 자신의 오사카도 구상 실천을 위해 잔여임기 4개월을 앞두고 부지사직을 사퇴하고 시장에 출마했다. 2010년 지방정치단체인 오사카 유신회를 설립했고 2012년 11월 자신은 오사카 시장에 출마하고 측근은 오사카부 지사로 내세워 압승을 거뒀다.
1994년 사법시험에 합격하여 3년간 일본 사법 연수원에서 연수를 거친 뒤, 1997년 로펌 가바시마 법률사무소(樺島法律事務所)에 입사, 1998년에는 오사카시내에 자신의 변호사 사무실을 개소하였다. 2000년부터는 라디오 프로그램 출연을 계기로 TV 방송 프로그램에 출연하여 법률상담, 정치, 시사에 대한 의견을 피력하거나 리포터로 활동했다.
2008년의 총선거에서 2007년 12월 자민당과 공명당의 공천으로 오사카부의 지사에 당선되었지만 곧 자민당을 탈퇴하고 오사카 유신회를 창립하였다. 부라쿠민 출신 최초의 도도부현 지사이기도 하고, 도도부현 지사 출신 최초의 시장이기도 하다. 자신의 오사카도 구상의 실현을 위해 임기 3개월을 남기고 오사카부지사를 사퇴하고, 2011년 12월 오사카 시장에 입후보하여 당선되었다. 오사카시 시장 재직 중이던 2014년 2월 27일 자신의 재신임을 묻는 투표를 하겠다고 사퇴한 뒤, 재선거에서 압도적인 득표를 얻어 3월 23일 다시 시장직으로 복귀하였다.

## 생애

### 초기 활동

#### 출생과 소년기
도쿄도 시부야구 하타가야정의 부라쿠민 가정에서 태어나, 하타가야 상가 근처의 아파트에서 어린 시절을 보냈다. 할아버지 하시시타 엔키치(橋下円吉) 대까지만 해도 그의 집안은 부라쿠민이었다. 1947년 이후 신분 차별은 사라졌지만 부라쿠민 가계라는 점과 고아, 야쿠자의 자식이라는 점을 이유로 주변의 멸시와 차별의 대상이 되었다. 그에게는 1명의 여동생이 있었다. 그러나 하시모토가 초등학교 2학년이었을 때 야쿠자였던 아버지가 자살하였고, 홀어머니 밑에서 네살 터울의 여동생을 포함한 3명의 가족과 함께 살았다. 초등학교 5학년때 그의 가족은 집세를 감당하기 어려워 오사카부 스이타시로 이주했다가 1년 후 오사카시 히가시요도가와구로 이주하였다. 그후 중학교 2학년 재학 중 어머니가 재혼하였다. 이후 친아버지쪽 가족, 친척들과는 연락이 거의 없었다 한다. 도쿄에 거주할 때 친했던 친구는 하시모토를 "잘 돌봐 주는 학생회장의 모습을 보였다"라고 하면서도 한편으로는 "남에게 해가 되는 말을 하였다"라고 말하였다. 자신의 학창시절 회고에 의하면 "나는 학창 시절 성실한 학생이 아니었다는 것을 인정한다.", "무능력한 교사들의 권위주의적인 태도가 혐오스러웠다.", "교사들 중에도 나를 싫어했던 사람은 가득했다."고 회상하기도 했다.
그는 중학교 시절과 고등학교 시절에 럭비팀에서 럭비선수로도 활동했다. 오사카 부립 기타노 고등학교에 진학하였으며, 고등학교 재학 중 그는 일본국영방송의 프로그램인 전국 고등학교 퀴즈 선수권 대회에 출전했다. 비록 하시모토 도루는 전국 고등학교 퀴즈 선수권 대회의 예선에서 탈락했지만 방송에는 그의 얼굴이 잠깐 방송되기도 했다. 이후 그는 오사카 부립 기타노 고등학교 3학년 당시 대입 시험에서 성적이 좋지 않아, 1988년 3월 오사카 부립 기타노 고등학교를 졸업하였다. 이후 1년간 재수한 끝에 1990년 4월 와세다 대학 정치경제학부의 경제학과로 진학하였다. 1998년 기타노 고등학교 동창인 노리코(典子)와 결혼하였다.

#### 변호사 시절
작은 아버지도 소년원을 들락거렸다. 그의 사촌은 1999년 당시 일본사회를 떠들썩하게 만들었던 '오사카 쇠몽둥이 살인사건'의 범인이다. 이런 가계 내력에도 불구하고 하시모토는 와세다 대학 경제학과를 졸업한 후 의류 판매 아르바이트를 하면서 사법고시에 합격했다.
1994년 3월 대학 졸업 후 의류 판매 아르바이트와 각종 단기 아르바이트를 전전하며 시험을 준비하여 1994년 사법 시험에 합격하고, 바로 사법 연수원에 들어가 수습기간을 거친 뒤 1997년 변호사 자격을 얻고, 몇몇 로펌에서 근무하다가, 그해 로펌 가바시마 법률사무소에 입사하여 변호사로 활동했다. 그는 이때 폭력 혐의로 기소된 친부측 삼촌과 사촌형제의 변호를 거부하기도 했다. 1998년 히다 신지의 식료조합의 고문으로도 위촉되었다. 1998년 로펌을 그만두고 오사카시 키타구에서 변호사사무소를 개소하였다.

### 방송 활동
오사카에서 변호사로 생활하던 중 2000년 고교 선배로부터 MBS 라디오의 라디오 프로그램의 대리 출연 부탁으로 우연히 출연했다가, 2001년 1월 4일 아사히 방송의 ワイドABCDE〜す의 PD의 요청으로 ワイドABCDE〜す에 기자 오오타니 아키히로 등과 함께 리포터로 출연하게 되었다. 이후 아사히 방송의 슈퍼 모닝이나 무브에도 패널로 출연하였다. 한때 그는 TV 프로그램과 라디오 프로그램에 일주일에 9회 이상 출연하며 법률상담을 하는 등의 활동으로 지명도를 높였다.
2003년 4월 쿠보다 노리아키(久保田紀昭)의 후임으로 일본방송의 움직이는 법률 상담소에 고정 출연하였다. 2003년 7월부터는 일본방송의 한 가족의 거기까지 말해 위원회(たかじんのそこまで言って委員会)라는 프로그램에도 고정 패널로 출연하였다. 여기서 하시모토는 정치인, 법조인, 현직 판,검사, 탤런트, 문화인에 대한 비판, 풍자 발언을 하는 한편 와이드 쇼에도 출연하여 어떤 일본 국내외 사건, 사고, 시사 문제에 대한 자신의 시각을 표현했다. 또한 사법 문제와 일본 법조계 전반, 판사의 자질, 검사의 자질에 대해서도 폭넓게 비판하여 화제를 얻기도 했다.

### 정치 활동

#### 오사카 부지사 시절

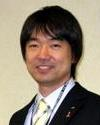
2008년 5월 오사카부지사 시절의 하시모토

2006년 말에 지방자치선거에 오사카부지사 후보로 출마, 2008년 1월 27일에 제52대 오사카 부지사에 183만 3천 3천표를 얻어 당선되었다. 하시모토는 선거운동 기간인 11월26일 거리연설에서 “여러분의 한 표가 자민당·민주당·공산당·시청, 그리고 시청에 꼬여 있는 단체를 이길 수 있는” 힘이 된다고 말했다. 2008년 2월 6일 당시 38세로 오사카 부지사에 취임, 사임하기까지 일본 부라쿠민 출신 최초의 도도부현 지사이자, 내 최연소의 광역 지자체 단체장이었다. 오랫동안 NHK에 방송하는 토론 프로그램이나 각종 법률 관련 프로그램 등에 출연하여 방송인으로서의 지명도도 쌓아왔다. 그는 자민당의 공천으로 자민당-공명당의 연립 후보자로 오사카부의 부지사에 입후보하여 당선되었다. 취임하자마자 그는 자신의 월급과 연금을 30% 삭감하며 비용절감에 나섰다.
취임 일성으로 느는 현재 5조 엔에 달하는 오사카부의 채무를 경감시키고 재정 재건을 위해 공무원들과 오사카 부지사인 하시모토 자신의 임금을 삭감하고 불필요한 청사 전물들을 매각하여 채무 상환을 하는 등 행정에 엄청난 열의를 보였다. 2월 6일 취임사에서 한 말인 “오사카는 파산 상태다. 청사를 해체하겠다.” “나와 함께 죽겠다는 각오로 일해 달라. 그리고 마지막엔 죽어 달라.” 등의 발언에서 그의 열의를 재확인할 수 있다. 그는 취임 직후 자신의 연봉과 퇴직금, 연금을 30% 삭감하고 이어 공무원 임금도 삭감하였다. 그밖에 각종 시민 단체 보조금 삭감과 기초 생활 수급자 수급 기준을 강화하여 부지사 취임 2년차인 2009년 말, 오사카부의 재정을 흑자로 만들었다.
2009년 1월 세계 경제 포럼(다보스 포럼)의 영 글로벌 리더의 한 사람으로 선정되었다. 그의 정치적 성향은 “중국에 정부 개발 원조(ODA)를 지급하는 것은 매춘 행위”, “일본은 핵을 보유해야 한다” 등의 발언에서 알 수 있듯이 민족주의적 성향을 띠고 있는 것으로 알려져 있으며, 오사카 부지사로 재임할 당시에 부라쿠민과 빈곤층에 대한 경제적 지원을 끊었던 것으로 인해 비판도 많이 받았다.
2009년 10월 30일 총무성 지방자치 담당 고문의 한 사람으로 위촉되었다. 2010년 4월 19일 오사카 유신회를 창립하고 당수가 되었으며, 2년 후 시민단체등과 통합하여 2012년 9월 10일 일본유신회로 개편하고 당수에 취임하였다. 오사카 부지사 재직 중이던 2011년 6월, 그는 교육기본조례를 도입할 때 오사카부 내의 각종 공식 행사에서는 기미가요의 제창을 의무화하는 기미가요 기립 조항을 추가하였다.

#### 오사카 부지사 사퇴 및 시장 출마
2011년 10월 그는 오사카부 부지사직을 사퇴했다. 일본의 광역단체장인 오사카부(府) 현역 지사가 한 등급 낮은 기초단체장인 오사카시장 선거(11월 27일)에 나서기 위해 사임한 것은 화제가 되었다. 그가 지사 임기(2012년 2월말까지) 도중에 하차한 것은 자신의 지론인 ‘오사카도(都) 구상’을 추진하기 위해서였다.
하시모토는 지사 재임 중 현재의 오사카부와 오사카시를 통합해 '오사카도'라는 새로운 자치체를 만들어야 한다고 주장해왔다. 오사카는 일본에서 가장 오랜 역사를 자랑하는, 일본을 대표하는 지역 가운데 하나고, 전국 3위의 인구에다 막대한 재정도 지녔다. 그러나 오사카부와 오사카시가 별도로 체육관이나 미술관 같은 시설을 짓고, 항만과 도시 계획을 중복되게 세우는 등 세금을 낭비한다는 지적을 받아왔다. 2011년 11월 27일에 열린 오사카부지사와 오사카시장 선거에 오사카 시장으로 출마하여 당선되었고, 부지사에는 일본유신회 간사장인 마쓰이 이치로와 출마하여 역시 당선되었다.
그러나 2013년의 사카이시 시장 선거에서는 일본유신회 후보자가 당선되지 못하여 차질을 빚게 되었다. 임기만료에 따른 사카이시(堺市) 시장선거가 2013년 12월 29일 투표되었다. 당일 개표 결과, 현직 다케야마 오사미(竹山修身, 63 민주당 추천, 자민당 지지) 시장이 일본유신회 산하 정치단체인 오사카유신회 후보 니시바야시 가쓰토시(西林克敏)를 물리치고 재선에 성공했다.

#### 유신회 정치숙 설립
그는 소수의 명문가가 기득권을 독점하는 것은 평등하지 못하다며, 새로운 정치 신인 발굴을 약속했다. 그는 청년 정책이 실시되지 않고, 청년층 세금 부담이 높은 것은 청년층의 입장을 대변하는 정당, 정치세력이 없기 때문이라고 지적했다. 기존 정당 체제하에서는 기성 정당의 나팔수 노릇만 할 뿐, 청년의 목소리를 담을 수 없다고 지적했다. 2012년 3월 그는 정치신인 양성을 위해 설립한 유신회 정치숙(政治塾)을 개설, 유신회 정치숙에 3000여 명이 지원해 일본 사회를 놀라게 했다. 그는 400명 정도 지원받아 200명을 선발할 예정이었으나 1기생 2024명으로 출발했다.

#### 오사카 시장
2011년 10월 31일에는 오사카부지사를 사임하고 오사카시의 시장선거에 출마하여, 같은 해 11월 27일에 오사카시 시장으로 당선되었다. 오사카도 구상을 실행하기 위해서 대한민국의 도지사와 같은 위치를 갖는 최상위 행정구역의 수장을 사임하고 오사카시 시장으로 자리를 옮긴 것으로 알려져 있다. 동시에 치러진 오사카 부지사 선거에서도 하시모토가 이끄는 오사카 유신회의 마쓰이 이치로가 오사카부의 부지사에 당선되어 사실상 오사카 부내의 지방자치단체의 모든 권력이 완전히 교체되었다.
2013년 11월 29일 오사카부 사카이(堺)시 시장 선거가 실시됐다. 개표결과, ‘도 구상’에 반대하는 현직 후보가 유신의 회 후보를 누르고 당선됐다. 2013년의 사카이시장 선거 패배 이후 오사카도 구상론에 반대하는 여론은 강화되었다. 2014년 1월 31일 하시모토는 주요 정당을 소집하여 오사카도 구상에 대한 의견을 구했다. 31일의 주요 정당과 논의에서 자민당과 공명당 등 각당이 일제히 자신의 계획에 반대 의사를 표명하자 '재신임'카드로 반전을 시도했다. 특히 오사카시내에서 협력관계를 유지하던 공명당마저 "자신의 계획이 막혔다고 선거를 다시 치르자는 것 정치를 바보취급하는 것"이라며 하시모토를 '엉엉 우는 어린아이'에 비유했다.
당시 요미우리 신문에 따르면 자민, 민주 양당은 "대의가 없는 선거에 참여할 이유는 없다"며 이번 선거에 후보를 내지 않는 방안을 이날 중으로 결정할 예정으로 알려졌다. 그러나 그는 2월 7일 사직서를 제출하고 2월 27일 자신의 오사카도 구상론을 위해 시장직을 사퇴하였다. 그는 자신의 정책이 잘됐는지, 잘못됐는지는 자신이 재출마를 해서 시민들의 지지를 얻는 것으로 결과가 나올 것이라 장담했다.
| “ | '오사카도 구상'이 이렇다는 것을 유권자들에게 알리고 싶습니다. 오사카를 어떻게 만들지 설명하고 싶습니다. | ” |

그는 2월 7일 시의회 의장에게 사직서를 제출했다. 사직서는 20일 후에 수리되었다. 자신이 사퇴해 치러지는 재선거에 다시 출마해 유권자 심판을 통해 당선되면 정책을 밀어붙이겠다는 것이었다. 그는 재출마했고, 3월 23일 당선되어 재취임했다.

## 정책

### 공적자금 절약, 감축 계획
2007년 오사카부 지사에 도전, 당선됐으며 취임하자마자 자신의 월급을 30% 삭감하며 비용절감에 나섰다. 그는 시민단체에 대한 정부 지원, 정부 보조금도 대폭 삭감했다. 시민단체라면 시민들 스스로 일어서야지 정부에 재정지원을 강요하는 것은 잘못이라는 것이다. 각종 지원 삭감에 따라 시민단체, 노동조합과 충돌했으나, 취임 2년 만에 오사카부를 흑자로 돌려놓으면서 인기는 더 높아졌다.
오사카 공무원 감축을 몰아붙이고 문신금지 같은 복무규정까지 만들었다. 그는 오사카부의 공무원 중 문신, 피어싱을 일체 금지하게 했고, 기존의 피어싱, 문신은 자발적으로 삭제하도록 권고조치했다.

### 공식행사 국가제창 필수화
2011년 6월, 그는 교육기본조례를 도입할 때 오사카부 내의 각종 공식 행사에서는 기미가요의 제창을 의무화하는 기미가요 기립 조항을 추가하였다.
또한 기미가요 제창시 시립학교 교직원의 기립을 의무화하는 조례를 성립시켰다. 그는 일본 국내에서 하는 공식 행사에 국가를 연주하고 기립하는 것은 당연하다고 지적했다. 그는 기미가요라는 이유로 국가의 각종 공적 행사에 연주가 금지되어야 한다면 다른 나라들 역시 자국의 국가를 틀어서는 안된다고 지적했다.
오사카부 지사 시절 그는 기미가요 제창 시 교직원 기립 의무화 조례를 실시했다.

### 교육관
그는 교사에 대한 감독 강화 및 초등학생부터 유급을 도입한 교육경쟁력 강화를 역설하였다. 또한 무능력한 교사에 대해서는 페널티킥을 가하는 방안도 고려해야 된다고 지적했다. 또, 그는 엄격한 훈육과 체벌에는 지지하였다. 그러나 체벌이라 하고 구타, 폭력, 교사 개개인이 감정적으로 상처를 입히는 행위는 매우 비판적이다. 그는 교사도 인간이니만치 교사 개인의 사적인 감정, 정서적 문제가 개입되지 않을 수는 없다고 한계를 인정했다. 하시모토는 또한 자녀 양육 능력이 부족한 부모에게서 자녀 양육권을 박탈하고, 정부와 국가가 자녀를 양육하는 시스템을 마련해야 한다고도 지적했다. 그는 맞벌이 핑계로, 먹고 살기 힘들다는 핑계로 자녀를 방치했고, 그런 자녀가 청소년기 탈선, 학교폭력에 노출되는 것을 지적했다.

### 지방자치, 지방분권론
그는 일본 총리 직접 선거론도 주장했다. 하시모토는 기존의 일본 총리는 일본 국민을 대표하지는 않는다며, 직접 선거론을 주장했다. 일본 실질적 정부의 대표인 총리를 일본 국회의원들 중 다수당의 당수로 결정하는 것은 부당하고, 총리를 일본 국민이 직접 선출해야 한다고 지적했다.

### 오사카도 구상 계획
하시모토는 오사카부지사 재임 중 현재의 오사카부와 오사카시를 통합해 '오사카도'라는 새로운 자치체를 만들어야 한다고 주장해왔다. 오사카부지사 시절부터 하시모토는 오사카부와 오사카시를 통합하여 광역 행정구역인 오사카도로 통합하는 계획을 구상하였다. 그는 오사카부와 오사카시를 통합하여 광역행정구역을 설립하려는 이유는 행정기관의 기구 축소, 유사분야 통합을 통해 행정력 낭비를 줄이고 세금을 절감하려는 것이라고 주장했다. 오사카는 일본에서 가장 오랜 역사를 자랑하는, 일본을 대표하는 지역 가운데 하나고, 전국 3위의 인구에다 막대한 재정도 지녔다. 그러나 오사카부와 오사카시가 별도로 체육관이나 미술관 같은 시설을 짓고, 항만과 도시 계획을 중복되게 세우는 등 세금을 낭비한다는 지적을 받아왔다. 그는 지사 취임 후 "부와 도를 해체해 오사카도란 하나의 자치체를 만들면 이중행정의 낭비를 해결할 수 있으며, 남는 재원으로 전국에서 가장 침체된 오사카 경제를 성장시키는 전략을 일원화할 수 있다"고 강조해왔다. 이와 함께 오사카시를 해체해 인구 30만 명 정도의 8∼9개 특별자치구로 만든다는 게 그의 오사카도 구상이다. 이 구상을 실현시키려고 그는 2012년 4월 오사카 유신회라는 지역정당을 만들어 대표를 맡았다. 그의 취지에 동조하는 민주당과 자민당의 오사카부의원이 여기에합류했다. 그는 오사카시의 시장을 다른 당이 차지하면 실현이 어려울 것이라 보고, 부지사 임기를 3개월 앞두고 사퇴한 뒤 오사카시장 후보로 입후보하여 당선되었다.
2010년 1월 12일 공명당의 연하회의에서 그는 "경쟁력있는 오사카를 만들기 위해서는 한 번 오사카 부를 끊을 필요가 있고, 오사카 시도 끊을 필요가있다. 다가올 지방 선거에서 오사카의 형태를 한 번 전부 해체하고 리모델링된 오사카를 만들어내야 된다"며 부와 시를 폐지하고 도(都)로 통합하여, 광역 행정에 의한 "하나의 오사카"를 목표로 할 생각을 나타냈다. 그는 주변 도쿄도의 통합 사례를 고찰, 치밀한 주민 서비스를 위해 도쿄 23구의 같은 특별구의 도입도 검토하고 있다고 밝혔다. 하시모토는 2011년 봄에 열리는 지방의회 선거를 통해 오사카의 형태를 바꾸어 나가고 싶다고 주장하였다. 2010년 4월 19일 새로운 오사카와 구상의 실현을 내거는 지역 정당 오사카 유신회를 결성 자신이 대표로 취임했다.
2011년부터 그는 오사카부 산하의 오사카시를 폐지해 5개 특별구로 분할하고, 오사카부의 명칭을 '오사카도(都)'로 바꾸는 내용을 골자로 하는 오사카도구상을 추진하였다. 2015년 5월 하시모토 시장은 오사카시와 오사카부가 인프라 정비 등 광역 행정 권한을 각각 보유하면서 빚어지는 ‘2중 행정’을 해소해야 한다면서 이런 내용의 행정구역 개편안을 마련했다. 그는 3월 17일 실시되는 주민투표에서 '찬성' 의견이 '반대'의견을 앞지르는 경우 관련 법을 제정, 도쿄(東京)도와 비슷한 오사카도를 만들 계획을 세웠다. 오사카도 구상에 대해 히라마쓰 구니오(平松邦夫) 당시 오사카시장은 “오사카시를 산산조각낸다. 절대 반대한다”는 의견이다. 이에 하시모토 전 지사는 지사 재임 중 오사카도 구상에 필요한 오사카시의 협력을 얻으려면 자신이 “사임해 시장에 출마하는 수밖에 없다”고 공언해왔다. 오사카시의 협력 없이는 안된다고 본 그는 여러번 협조를 요청했지만 거절당했고, 자신이 직접 2011년의 지방선거에 시장으로 출마하기로 결론내렸다. 그리고 부지사 임기 3개월을 앞두고 부지사직을 사퇴하고 시장으로 출마했다. 하시모토는 지사 후보로는 오사카 유신회 간사장으로 자신의 측근인 [[마쓰이 이치로](]松井一郞) 부의원을 내세웠다. 지사 및 시장 선거에서 동반 승리한 후 오사카도 구상을 추진해나간다는 전략이다.

### 기타
그는 외국인 및 외국 시민권자인 일본인들에 대한 참정권 부여에 반대했다. 2012년 9월 19일 지역 사회의 조례 제정에 대해서는 찬성하는 한편, 외국인 참정권에 반대 의사를 표명했다. 이유는 일본 사람이 아닌 사람들에게 일본 정부의 참정권을 줄 필요가 없고, 일본 현지의 사정을 알지 못하는 자들에게 선택권을 주어서는 안된다는 것이었다.
그는 재일조선인의 지방참정권에 반대하고, 헌법 개정과 핵무장에 찬성한다고 말하기도 한다. 그밖에 재일조선인이나 노동조합 건물 등에 대한 고정자산제 감세 조치 폐지도 주장한다.

## 논란

### 위안부 강제징집론 의혹 제기
2012년 8월 10일 대한민국 이명박 대통령이 독도를 방문하자, 하시모토 도루는 8월 21일 위안부를 강제로 끌고갔다는 증거가 없다고 발언하였다. 그는 "옛 일본군 위안부가 (일본)군에 폭행·협박을 당해서 끌려갔다는 증거는 없다”고 일본 정부의 공식 입장을 부정하는 발언을 했다. 이에 대해 "이명박 대통령의 독도 방문을 계기로 한·일 양국이 독도 문제를 놓고 갈등을 빚고 있는 가운데, 일본 우파들이 옛 일본군 위안부 문제로 확전을 꾀하는 모습이다."라는 비평도 있다.
하시모토는 8월 21일 기자회견에서 이명박 대통령의 독도 방문에 대한 질문에 ‘상대의 주장을 확실히 알아야 해결방법을 찾을 수 있다’고 강조하면서, “위안부가 (일본)군에 폭행·협박을 당해서 끌려갔다는 증거는 없다. 있다면 한국이 내놨으면 좋겠다”고 말했다. 그는 “지금 와서 생각해보면 위안부 제도는 윤리적으로 문제가 있는 제도일지도 모른다. 한국 쪽 주장을 전부 부정하는 건 아니다”라고 덧붙였다.

### 유럽의 위안부 운영 지적
하시모토는 유럽에서 일본군 위안부 문제를 비판하자, 프랑스군과 연합군 역시 위안부를 운영했다며 몇몇 책을 근거로 지적했다. 그는 유럽인들이 자신들이 1차 세계 대전, 2차 대전 때에 성노예를 운영한 것은 생각하지 않고 일본군만 비판하는 것은 위선이자 이중잣대라고 반박했다. 2014년 6월 15일 그는 "유럽인은 '일본이 성 노예를 운영했다'고 말한다. 공부를 해보면 '너희도 그러지 않았느냐'고 반박할 수 있다."고 반박했다. 제2차 세계대전 때 일본뿐 아니라 연합군도 위안소를 만들어 운영했는데 왜 우리만 잘못이냐는 식의 주장이다.
하시모토는 6월 15일 오사카 시내에서 열린 가두연설에서 "(전시 연합군이 상륙작전을 한) 노르망디에서 무슨 일을 했었나. 프랑스에서도 위안소를 만들었다"며 "이것이 역사의 사실"이라고 말했다. 그는 유럽에서 일본군 위안부 문제를 지적하면 유럽의 연합군, 프랑스군의 위안소 설치 사실, 그리고 15세기 이후 흑인 여성을 성노예로 삼은 일을 지적하면서 적반하장이라고 받아쳤다. 그는 자신의 위안부 문제 발언은 “비판을 각오했던 것”이라며, “일본만을 비난할 것이 아니라 세계 각국이 전쟁터에서 여성을 이용한 과거를 되돌아볼 필요가 있다”는 주장을 되풀이했다.

### 위안부 필요론 논란
2013년 5월 13일 오사카 시청에서 열린 기자회견에서 하시모토 도루는 일본군 위안부 제도에 대해 "그 정도로 총탄이 오가는 상황에서 정신적으로 신경이 곤두서 있는 강자 집단에 위안부제도가 필요하다는 것은 누구라도 알 수 있는 일"이라고 하였다. 하시모토는 모든 인간이 강인한 정신력을 가질 수는 없다고 덧붙였다. 그는 또 "일본의 종군 위안부제도만 문제가 되느냐"며 "다른 나라도 전시에 위안부와 비슷한 체계를 갖고 있었다"고 주장했다. 이어 "일본은 국가적으로 위안부를 강제로 납치해 일하게 했다고 세계는 비난하고 있지만 2007년 각의 결정에서는 그런 증거가 없는 것으로 돼 있다"며 "사실과 다른 것으로 일본이 부당하게 모욕받고 있는데 대해서는 확실히 주장하지 않으면 안 된다"고 말했다. 그는 "위안부는 군의 복지를 위해 필요했다"고 주장했다.
하시모토는 위안부 문제를 어쩔수 없는 필요악이라고 하였다. 그러나 민주당의 가이에다 반리(海江田万里) 당시 대표는 하시모토 발언에 대해 "위안부 제도는 필요없었다"고 밝혔고, 일본 공산당의 이치다 다다요시(市田忠義) 서기국장은 "인간을 깔보는 허용키 어려운 발언"이라며 "국정을 말할 자격도 없다"고 비난했다.
2013년 5월 17일 니시무라 신고(西村慎吾) 의원은 당 회의에서 하시모토 시장의 구 일본군 위안부 발언과 관련 “일본에는 한국인 매춘부가 우글우글하다”고 말했다. 직후에 이를 철회하고 탈당계를 냈지만 일본유신회는 18일자로 니시무라 의원을 제명처분했다. 그러자 하시모토는 니시무라 신고(西村慎吾) 중의원 의원에게 의원직 사퇴를 요구했다. “비례대표로 당선됐다. 당을 떠나면 사퇴하는 게 당연하다”고 시청에서 기자단에 말했다. 이와 함께 “니시무라 의원의 발언은 한국인에 대한 모욕이다. 정치가로서 안된다”고 비난했다.

### 성매매 필요 논란
하시모토는 성매매, 풍속업의 필요성을 종종 언급하기도 했다. 2013년 5월 13일 하시모토 시장은 "의사에 반해서 위안부가 된 것은 전쟁의 비극의 결과"라고 밝히고, "전쟁의 책임은 일본에도 있다. 위안부에게는 상냥한 말과 부드러운 마음으로 대하지 않으면 안된다"고 부연했다. 하시모토는 위안부가 일본 군부의 정책이든, 현지인들의 협조하에 현지인들의 공출, 인신매매를 통한 결과이든 비극적인 사실이고, 일본에도 어느정도 책임은 있다고 지적했다.
한편 하시모토 도루는 성매매 관련 업종의 필요성을 인식하고, 이를 허용해야 한다고 봤다. 그는 2013년 5월 13일 저녁에는 "위안부 제도가 아니어도 '풍속업'이 필요하다고 생각한다"며 그해 5월 초 오키나와(沖繩) 후텐마(普天間) 미군기지를 방문했을 때 병사들이 성적 에너지를 해소할 수 있도록 "풍속업을 더 활용해 달라"고 지휘관에게 제언했다고 소개했다. 그는 성매매는 없앨 수 없는 일은 아니라고 지적했다. 그는 성매매를 금지한다면 비뚤어진 방법으로 욕구를 해소할 수 밖에 없다고 지적했다. 그는 남성의 성욕을 죄책감을 조장하고, 물리적으로 처벌하고 규제해봐야 더 비뚤어진 형태로 나타날 것이라고 봤다. 오히려 남성의 성적 욕구를 탄압할수록, 자발적 남성 성기능 불구자의 급증과 인구 감소라는 악효과를 불러올 것이라고 경고했다.
5월 25일 하시모토 시장은 일본의 한 방송과의 인터뷰에서 그해 5월 초 오키나와현 미군 후텐마기지 사령관에게 미군의 성욕 해소를 위해 풍속업소(성매매업소)를 활용하라고 제안한 발언한 것에 대해 “미군과 미국 국민에게 사죄하며 발언을 철회하고 싶다”고 밝혔다. 하시모토 대표는 이날 오후 도쿄에서 열린 일본유신회 당간부회의에서도 문제의 발언으로 물의를 빚은 데 대해 사과하고 발언을 철회할 뜻을 밝혔다. 그는 미군 안에서 빈발하고 있는 여성 병사에 대한 성폭력과 오키나와에서 미군 병사의 성(性) 범죄를 거론하면서 “‘성범죄를 없애기 위해 노력해야 한다’는 뜻을 (미군에) 전달하려고 그런 말을 썼다”고 해명했다.

### 위안부 문제에 대한 관점
그는 위안부 자체를 부인하지는 않았고, 일본 정부에도 책임은 있다고 봤으며, 윤리적으로 문제있는 행동이라고 지적했다. 하시모토는 2012년 8월 20일의 기자회견에서 위안부 문제에 대해 "지금 와서 생각해보면 위안부 제도는 윤리적으로 문제가 있는 제도일지도 모른다. 한국 쪽 주장을 전부 부정하는 건 아니다."라고 언급했다. 한편 2013년 5월 13일 시장실에서의 기자회견에서 그는 "의사에 반해서 위안부가 된 것은 전쟁의 비극의 결과"라고 밝히고, "전쟁의 책임은 일본에도 있다."고 보기도 했다.

## 저작
- 『最後に思わずYESと言わせる最強の交渉術―かけひきで絶対負けない実戦テクニック72』（日本文芸社 2003年6月） ISBN 978-4537251500
- 『図説 心理戦で絶対負けない交渉術』（上記のリメイク本）（日本文芸社 2005年11月） ISBN 978-4537253290
- 『橋下徹「まっとう勝負」』（小学館 2006年11月8日） ISBN 978-4093797436
- 『どうして君は友だちがいないのか (14歳の世渡り術)』（河出書房新社 2007年7月） ISBN 978-4309616445

## 수상 경력
- 2006년 베스트파더 옐로우리본상

## 발언
- 2012년 9월 25일 일본군 위안부 피해자 출신의 인권운동가인 김복동의 면담 요청에 응하지 않은데 대해 아사히 신문이 트위터에서 비판하자 이에 대해 "지금까지 본 아사히 기자 중에서 가장 질이 나쁘다", "기자라는 건 그렇게 위대한 건가"라고 비판했다.
- 2013년 5월 13일 오사카 시청에서 취재진에게 일본군 위안부 문제에 대해 "총탄이 날아다니는 곳에서 목숨을 걸고 달릴 때 맹자(猛者) 집단(일본군을 지칭함), 정신적으로 고양된 집단을 어디선가 휴식이라고는 할 수 없지만, 그런 것을 해주려고 생각한다면, 위안부 제도가 필요했다는 것은 누구든 알 수 있다"라고 발언했다.
- 2013년 5월 13일 오사카 시청에서 취재진에게 자신이 오키나와에서 오키나와 미군 사령관을 만났을 때 "오키나와에서 미군 병사의 성범죄가 자주 발생하고 있다"며 "젊은 병사의 (성적) 욕구에 대해 어떻게 대응하고 있는가. 합법적인 풍속업으로 대응하는 것은 생각하지 않는가"라고 물은 뒤 "좀 더 풍속업을 활용하길 바란다"고 제안했다고 털어놓았다.

## 기타
장기불황과 대중과의 접점을 잃은 정치에 지친 일본 사회가 거침 없는 언변을 구사하는 강력한 리더십의 하시모토에 열광하기도 한다.하지만 그는 오사카 공무원 감축을 몰아붙이고 문신금지 같은 복무규정까지 만들며 '독재자'라는 비판을 받고 있다. 그밖에 그는 그는 평화헌법 개정과 일본 핵무장을 주장하기도 했다.
그는 기존의 정치를 대중영합주의, 인기영합주의로 규정하였다. 청년 정책, 세금 감축 정책에 한해서는 과감하고 급진적으로 밀어붙였는데 독단적 업무스타일과 극우적인 성향 덕에 반대편에서는 하시모토와 파시즘을 합쳐 하시즘 또는 하시스트라고 풍자하기도 한다.

## 같이 보기
- 오사카 유신회
- 일본유신회
- 이시하라 신타로
- 아카오 빈